# Juan Carlos Onganía
Juan Carlos Onganía Carballo (Marcos Paz, 17 de março de 1914 – Buenos Aires, 8 de junho de 1995) foi militar e presidente de facto da Argentina entre 29 de junho de 1966 (um dia após a deposição do presidente Arturo Umberto Illia) e 8 de junho de 1970, quando foi deposto por um novo golpe de estado, comandado pelo general Alejandro Agustín Lanusse.

## Biografia
Onganía ingressou no exército em 1931, na arma de cavalaria. Teve uma carreira pouco destacada mas eficiente até 1959, quando atingiu o posto de general. Durante o governo de José María Guido, Onganía revelou-se como um dos líderes da facção azul do exército: a diferença desta para os chamados colorados é que estes consideravam o peronismo um movimento classista próximo do comunismo e que devia ser erradicado, enquanto os azuis apreciavam seu caráter nacionalista e cristão e o consideravam uma força moderada, útil para conter o avanço das ideias de extrema esquerda. O triunfo dos azuis levou à nomeação de Onganía como Comandante em Chefe do Exército em 1963.
Ao assumir Arturo Umberto Illia, Onganía decidiu passar a um segundo plano. No entanto, o descontentamento com a política nacionalista e moderada deste e com a decisão de Illia de revogar a proscrição do peronismo fez com que Onganía liderasse o golpe de estado — também conhecido como Revolução Argentina— que derrubou Illia em 28 de junho de 1966.
Como ditador militar, Onganía suspendeu partidos políticos e desenvolveu uma política de participacionismo (apoiado pelo sindicalista José Alonso e pelo então secretário geral da Confederação Geral do Trabalho - CGT-Azopardo, Augusto Vandor), pela qual representantes de vários grupos de interesse tais como a indústria, os trabalhadores, e a agricultura, criariam comitês para assessorar o governo. Contudo a maioria destes comitês foi indicada pelo próprio ditador.
Onganía também suspendeu o direito de greve (lei 16.936) e apoiou uma política econômica e social do tipo corporativista, reforçada particularmente em Córdoba pelo interventor indicado, Carlos Caballero. O ministro da economia de Onganía, Adalbert Krieger Vasena, decretou um congelamento dos salários (com uma inflação de 30%) e uma desvalorização de 40% do peso argentino, que impactou adversamente na economia (na agricultura em particular), favorecendo o capital estrangeiro. Krieger Vasena suspendeu as convenções coletivas de trabalho, reformou a lei dos combustíveis fósseis que tinha estabelecido um monopólio parcial do petróleo pela  Yacimientos Petrolíferos Fiscales - YPF (empresa estatal) e assinou uma lei que facilitava as expulsões de inquilinos caso do não-pagamento de aluguel.

## Política cultural e educacional

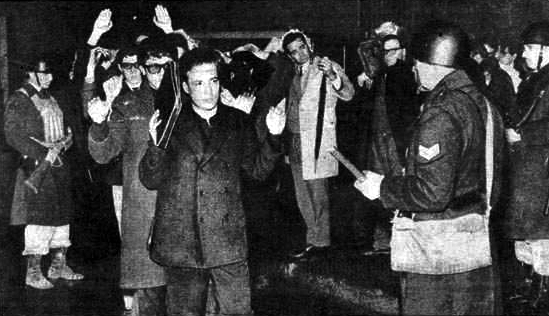
La Noche de los Bastones Largos (A noite dos longos cassetetes), como a ação policial na Universidade de Buenos Aires ordenada por Onganía em 1966 ficou conhecida.

O governo de Onganía significou o fim da autonomia das universidades, que tinha sido conseguida pela Reforma Universitária de 1918.
Com apenas um mês de sua administração, era responsável pela que ficou conhecida como La Noche de los Bastones Largos (" A noite dos longos cassetetes"), onde a autonomia da universidade foi violada, ao requisitar a polícia para invadir a Faculdade de Ciências da Universidade de Buenos Aires. Estudantes e professores foram espancados e presos. Muitos foram forçados mais tarde a fugir do país, provocando uma "fuga de cérebros" nos meios acadêmicos da Argentina, cujos efeitos ainda hoje são sentidos.
Onganía igualmente reprimiu tudo que considerasse "imoralidade", banindo as minissaias, cabelos longos para meninos, e todos os movimentos artísticos de vanguarda. Esta campanha moralista favoreceu a radicalização das classes médias, que estavam maciçamente presentes nas universidades.

## Protestos

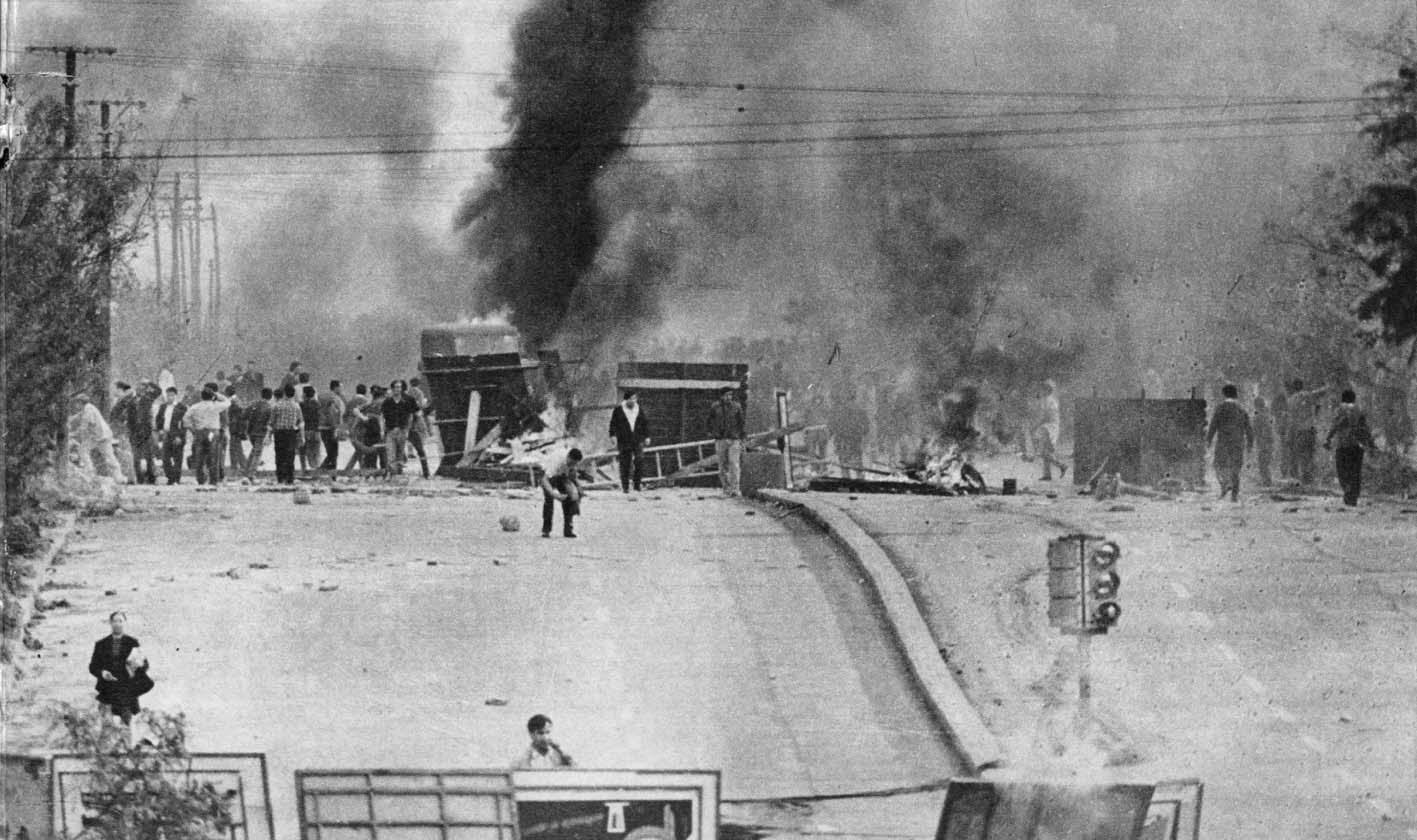
Fotografia do movimento "El Cordobazo" na cidade de Córdoba, no ano de 1969.

Onganía tinha opositores dentro das próprias forças armadas, que sentiam que sua influência no governo estava diminuída. Assim, no fim de maio de 1968, o general Julio Alsogaray divergiu publicamente Onganía. Espalharam-se boatos sobre um possível golpe de estado comandado por Algosaray, que conduzia a oposição conservadora a Onganía. Finalmente, no final do mês, Onganía demitiu os líderes das forças armadas: Alejandro Agustín Lanusse substituiu Alsogaray, Pedro Gnavi substituiu Benigno Varela, e Jorge Martínez Zuviría substituiu Adolfo Álvarez.
A ditadura de Onganía foi também enfraquecida por uma insurreição popular dos trabalhadores e dos estudantes que ocorreu em todo o país, em particular no interior, em cidades como Córdoba em 1969 (movimento conhecido como "El Cordobazo"), Rosario (o Rosariazo). Em maio de 1970, um segundo Cordobazo (conhecido como El Viborazo) aconteceu. Comandado pelo general Alejandro Lanusse, o grupo militar dominante exigiu que Onganía renunciasse. Quando este recusou-se a fazê-lo, foi derrubado por uma junta militar.